# Paracomantenna wishnerae
Paracomantenna wishnerae is een eenoogkreeftjessoort uit de familie van de Aetideidae. De wetenschappelijke naam van de soort is voor het eerst geldig gepubliceerd in 1995 door Markhaseva.